# Létra
Létra é uma comuna francesa na região administrativa de Auvérnia-Ródano-Alpes, no departamento de Ródano. Estende-se por uma área de 14,64 km². Em 2010 a comuna tinha 938 habitantes (densidade: 64,1 hab./km²).